# 毎日EVRシステム
毎日EVRシステム（まいにち・イーブイアール・システム）は、毎日放送の全額出資でかつて運営された子会社の映画制作会社。

## 概要
- 1971年4月創設。主に欧米で既に導入されていた「視聴覚教育」など、学校教育の映画ビデオの製作を目的として東京都で設立。
- 社名のEVRとは、アメリカ合衆国のCBS研究所（英語版）による録画再生メディア規格「Electronic Video Recording（英語版）」（映像信号を電子的に記録した特殊なフィルムを収めたカートリッジによる映像メディア）の略称から付いたもので、創設時のプロジェクトである「毎日進路ライブラリー」の映像素材を提供するためにこのEVRを全国およそ1000の高校に無償提供したことに始まる。
- その後主に学校や企業の社員協力などのための映画ソフトを製作。
- 2008年4月、同じ毎日放送出資の映像制作会社「放送映画製作所」に合併され、同社東京支社となる。
- 支社所在地・東京都中央区日本橋3-5-13 三義ビル 4F